# Црногрла стрнадица
Црногрла стрнадица (лат. Emberiza cirlus), је птица певачица из породице стрнадица Emberizidae, групе коју већина савремених аутора сада одваја од зеба, Fringillidae.
Гнезди се широм јужне Европе, на медитеранским острвима и у северној Африци. Станарица је ових топлијих подручја и не мигрира зими. Уобичајена је на свим врстама отворених подручја са нешто жбуња или дрвећа, али преферира сунчане падине. У 19. веку је унета на Нови Зеланд и постојана популација остаје на Јужном острву.
Промене у пољопривредној пракси веома су негативно утицале на црногрлу стрнадицу на северним границама њеног ареала, а у Енглеској, где се некада јављала на већем делу југа земље, сада је ограничена на јужни Девон. Црногрла стрнадица је маскота на знаковима за село Стоуктенхед у Девону.

## Таксономија
Црногрла стрнадица је формално описао шведски природњак Карл Линеј 1766. године у дванаестом издању своје „Systema Naturae“ под њеним садашњим биномним називом Emberiza cirlus. Име рода Emberiza потиче од старонемачког Embritz, што значи стрнадица. Специфични епитет cirlus потиче од локалног италијанског назива cirlo, за врсту стрнадице, од zirlare, „цвркутати“. Енглески cirl потиче од cirlus, „вероватно од zirlare, звиждати као дрозд“. Црногрла стрнадица је монотипска врста: ниједна подврста није препозната.

## Опис
Црногрла стрнадица је попут мале стрнадице жутовољке (Emberiza citrinella), 15,5 цм дужине са распоном крила 22-25,5 цм. Црногрла стрнадица има дебели кљун. Мужјак има јарко жуту главу, са црном круном, пругом око ока и грлом, и зеленкасту грудну траку преко иначе жутог доњег дела тела, и јако пругаста смеђа леђа. Женка је много више слична стрнадица жутовољка, али има пругасто сиво-смеђи надрепак и кестењаста рамена.
Монотона песма мужјака црногрле стрнадице је звецкајући трилер, попут арктичког звиждака (Phylloscopus borealis) или завршног звецкања грмуше чаврљаке (Curruca curruca).

## Распрострањеност и станиште
Идеално станиште је пољопривредно земљиште и мешавина траве и обрадивих поља, подељених густим живицама са џеповима густог жбуња. Могу да толеришу одређени степен урбанизације и налазе се у зеленим површинама у градовима, чак и у Риму.
Седентарне су природе и често ће прећи само 250 м од својих гнезда ради тражења хране лети, и до 2 км зими да пронађе исхрану.

## Понашање и екологија

### Гнежђење
Црногрле стрнадице се први пут гнезде када напуне годину дана. Гнездо је на ниском нивоу, у густом покривачу као што је онај који пружају густе живе ограде и жбуње. Идеално жбуње се сматра трњина, бели глог, купина и жутоглавица. Сезона гнежђења траје од априла до средине септембра, обично са два легла, али повремено и три. Полажу два до пет јаја, која показују ознаке налик длакама карактеристичне за стрнадице. Инкубира их само женка и излежу се 12-13 дана након што је положено последње јаје. О младима брину и хране их оба родитеља. Младунци се оперјају након 11-13 дана, али их родитељи настављају хранити још две или три недеље.

### Исхрана и храњење
Лети се њихова природна храна састоји од бескичмењака, на пример скакаваца и цврчака, којима хране своје птиће. Зими се хране ситним семењем са презимљених стрништа, угара, издвојене земље и зрневљем којим се храни стока, житом или сеном током зиме. Током зиме се обично хране у јатима.

## Енглеска популација

### Историја
Веома мала популација црногрлих стрнадица постоји у Јужном Девону у Енглеској, близу малог града Кингсбриџа где је пионирски орнитолог Џорџ Монтагју открио ову врсту, како је забележио у својој књизи „ Орнитолошки речник“ из 1802. године. Изгледа да је врста прво колонизовала Британију близу Кингсбриџа, највероватније недуго пре него што ју је Монтагју описао. Одатле се проширила по јужној Енглеској у деветнаестом веку. Повукла се од 1930-их па надаље, тако да је до 1989. године популација поново преживела углавном близу Кингсбриџа. Од тада, напори за очување су повећали популацију више од пет пута, али она остаје скоро у потпуности у Девону.

### Статус
Кроз свој програм заштите села и заштиту животне средине, Природна Енглеска има разне могућности за очување врсте:
- Дозволите да стрништа презиме. Оставите усеве попут стрништа јећма нетретиране, без ђубрива, пестицида или обраде, до краја следећег марта. Ово омогућава црногрлим стрнадицама да се хране током зиме просутим зрном и семеном широколисних корова попут мишјакиње и једногодишње ливадске траве Poa annua, које расту у међувремену. Губитак ове старе пољопривредне праксе довео је до опадања врсте
- Одржавајте полуобрађене или грубе травнате површине и ивице поља, посебно бусеве траве попут јежичјег стопала . Оне пружају станиште за зиму инсектима, што заузврат обезбеђује храну за црногрле стрнадице и њихове птиће
- Сејте мешавину семена за дивље птице на бази јечма. Ова култура има отворену структуру, што омогућава птицама да се хране
- Одложите прскање инсектицидима како бисте што дуже обезбедили храну за бескичмењаке
- Не орезујте живе ограде неко време. Ово обезбеђује места за размножавање и храну[13]

Партнерство између организације Natural England и RSPB води „Пројекат црногрлих стрнадица“, део већег пројекта под називом „Акција за птице“. Захваљујући напорима организација за заштиту природе и власника земљишта, популација црноглавих стрнадица је порасла са 118 парова 1989. на 700 парова 2003. године. Међутим, њихов ареал се није проширио.